# Cantenac

Cantenac est une ancienne commune du Sud-Ouest de la France à présent commune déléguée de la commune nouvelle de Margaux-Cantenac, située dans le département de la Gironde en région Nouvelle-Aquitaine.
Ses habitants sont appelés les Cantenacais, Cantenacaises.

## Géographie
Commune de l'aire urbaine de Bordeaux située dans le Médoc, sur la rive gauche de l'estuaire de la Gironde, elle inclut également la pointe sud-est de l'île de la Tour du Mont (nom cadastral officiel de la localité), également connue sous le nom d'Île Margaux (usage viticole) et localement ou anciennement île de la Tour du Mons (la plus grande partie de l'île est sur le territoire de l'ancienne commune de Margaux avec laquelle Cantenac a fusionné en 2017 pour former une commune nouvelle), ainsi qu'une partie marécageuse au centre-ouest de l'île du Nord.

### Communes limitrophes
| - OpenStreetMap Limite communale. |

| Soussans | Margaux  | Gauriac           |
| Avensan  | Cantenac | Bayon-sur-Gironde |
| Arsac    | Labarde  | Macau             |

## Histoire

### Toponymie
Cantenac étant en Médoc, pays gascon, la plupart des lieux-dits anciens y sont explicables par le gascon, par exemple le Casséna, le Laguna, le Saussina, Richenède, Hontique, Boulibranne, Piche-Leibre, le Garique espourgat...

## Politique et administration
| Période                                  | Période | Identité           | Étiquette | Qualité       |
| ---------------------------------------- | ------- | ------------------ | --------- | ------------- |
| Les données manquantes sont à compléter. |         |                    |           |               |
| avant 1988                               | 2008    | Jean-Pierre Seynat |           |               |
| mars 2008                                | 2016    | Éric Boucher       | DVD       | Fonctionnaire |

## Démographie
L'évolution du nombre d'habitants est connue à travers les recensements de la population effectués dans la commune depuis 1793. À partir du 1er janvier 2009, les populations légales des communes sont publiées annuellement dans le cadre d'un recensement qui repose désormais sur une collecte d'information annuelle, concernant successivement tous les territoires communaux au cours d'une période de cinq ans. 
Pour les communes de moins de 10 000 habitants, une enquête de recensement portant sur toute la population est réalisée tous les cinq ans, les populations légales des années intermédiaires étant quant à elles estimées par interpolation ou extrapolation. Pour la commune, le premier recensement exhaustif entrant dans le cadre du nouveau dispositif a été réalisé en 2008,.
En 2014, la commune comptait 1 358 habitants, en évolution de +5,19 % par rapport à 2009 (Gironde : +6,37 %, France hors Mayotte : +2,49 %).
| 1793 | 1800 | 1806 | 1821 | 1831 | 1836 | 1841 | 1846 | 1851 |
| ---- | ---- | ---- | ---- | ---- | ---- | ---- | ---- | ---- |
| 834  | 760  | 774  | 824  | 853  | 851  | 893  | 973  | 860  |

| 1856 | 1861 | 1866  | 1872  | 1876  | 1881  | 1886  | 1891  | 1896  |
| ---- | ---- | ----- | ----- | ----- | ----- | ----- | ----- | ----- |
| 843  | 942  | 1 009 | 1 028 | 1 125 | 1 179 | 1 200 | 1 257 | 1 373 |

| 1901  | 1906  | 1911  | 1921 | 1926 | 1931 | 1936 | 1946 | 1954 |
| ----- | ----- | ----- | ---- | ---- | ---- | ---- | ---- | ---- |
| 1 301 | 1 207 | 1 124 | 950  | 972  | 925  | 815  | 802  | 876  |

| 1962 | 1968  | 1975  | 1982  | 1990  | 1999  | 2008  | 2013  | 2014  |
| ---- | ----- | ----- | ----- | ----- | ----- | ----- | ----- | ----- |
| 900  | 1 054 | 1 125 | 1 300 | 1 197 | 1 179 | 1 269 | 1 362 | 1 358 |

## Économie
Viticulture : Margaux (AOC)

## Lieux et monuments
- Église Saint-Didier de Cantenac
- Château Palmer
- Château Brane-Cantenac
- Château d'Issan
- Château Kirwan
- Château Pouget
- Château Prieuré-Lichine
- Château Rauzan-Gassies
- Château Boyd-Cantenac
- Château Cantenac-Brown
- Château Desmirail

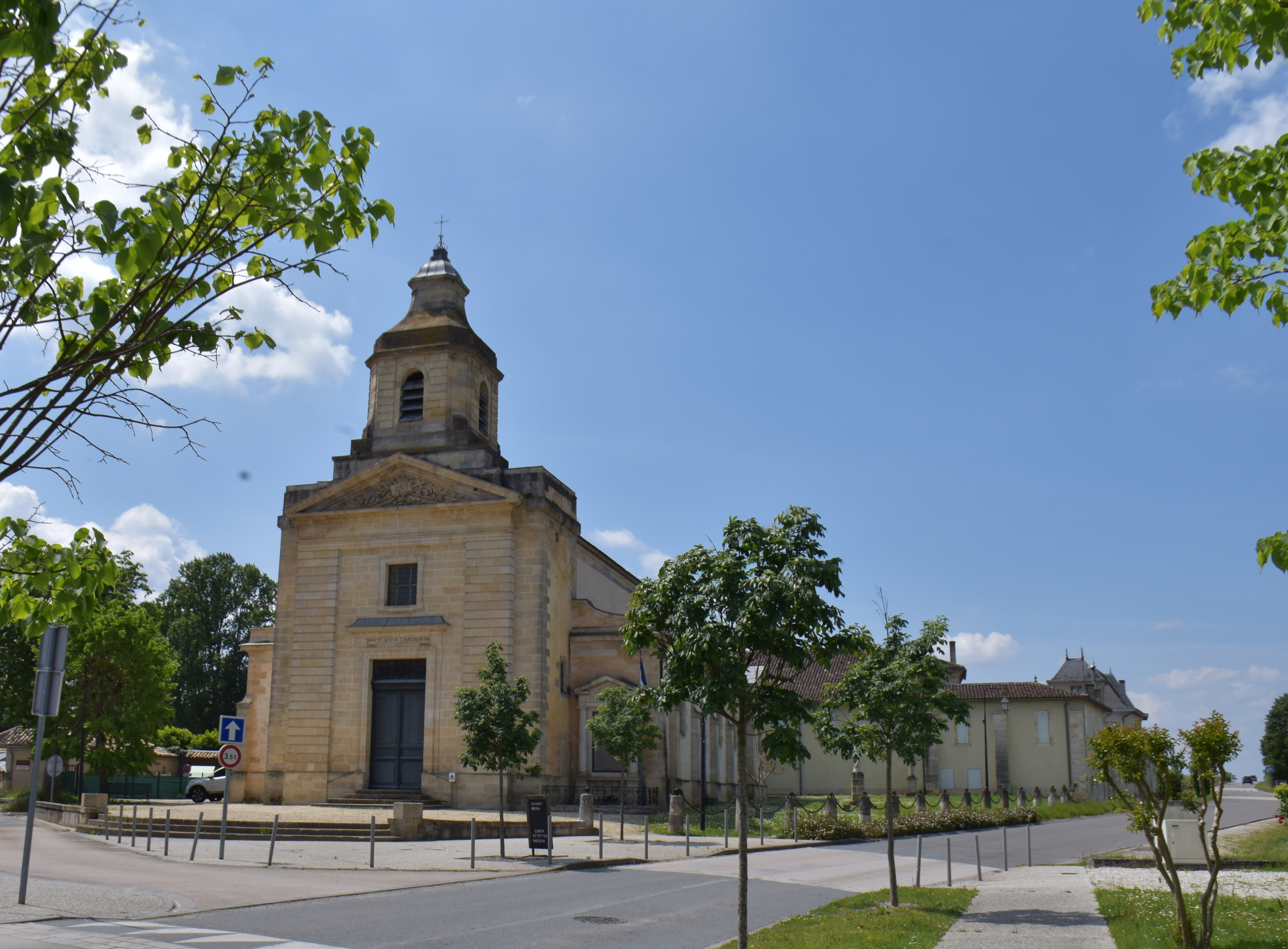
Église Saint-Didier
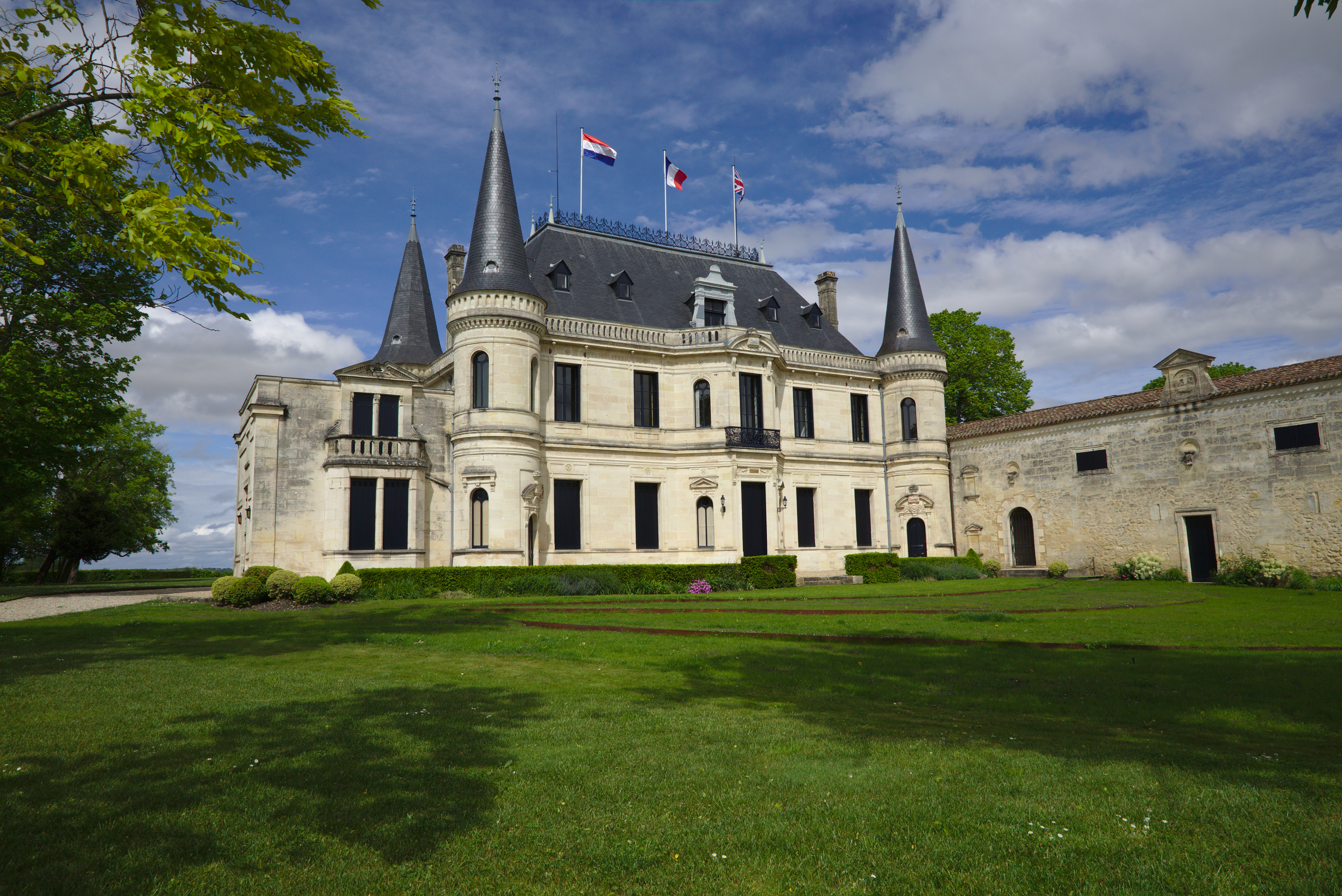
Château Palmer
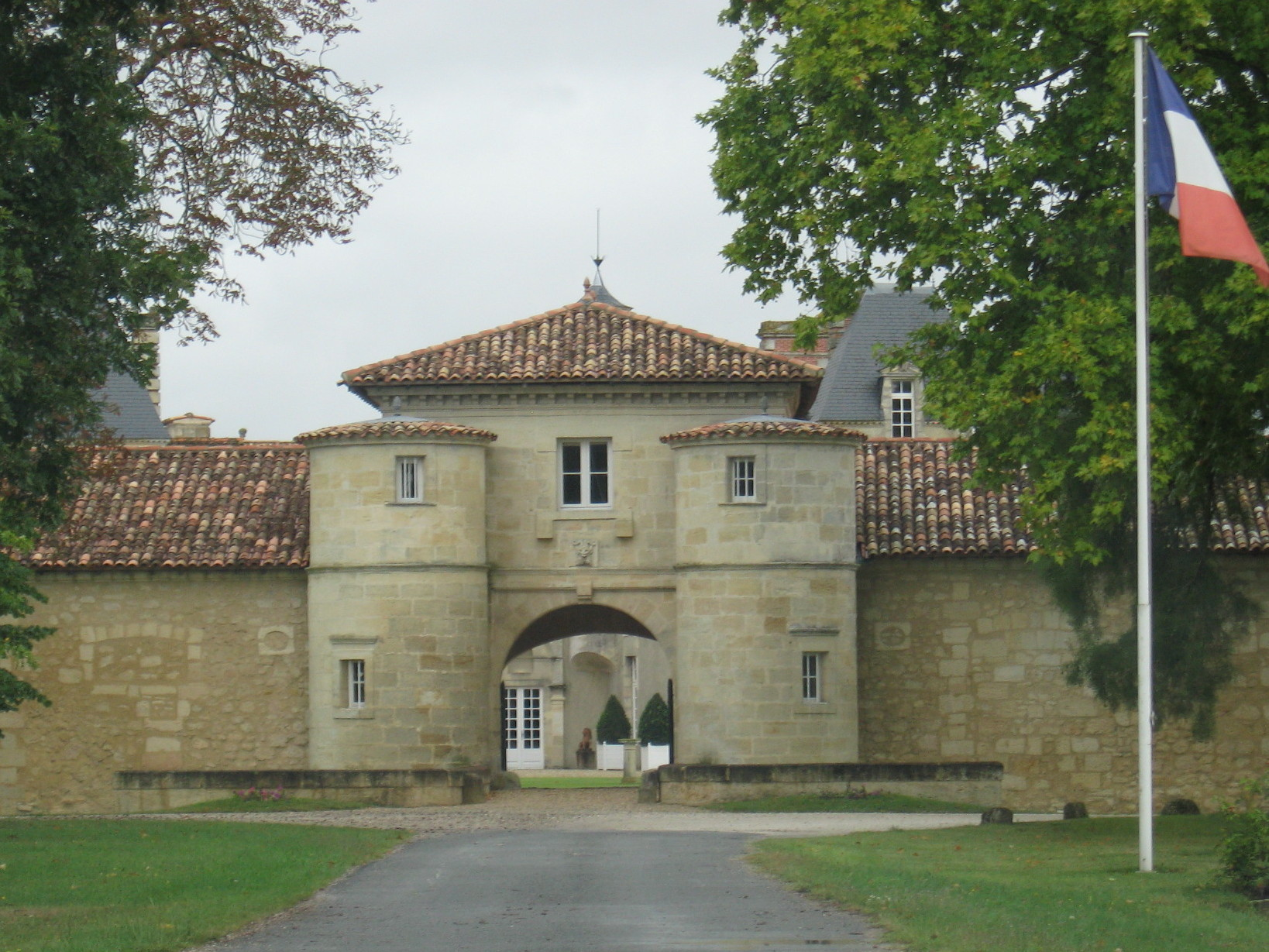
Porche d'accès au château d'Issan
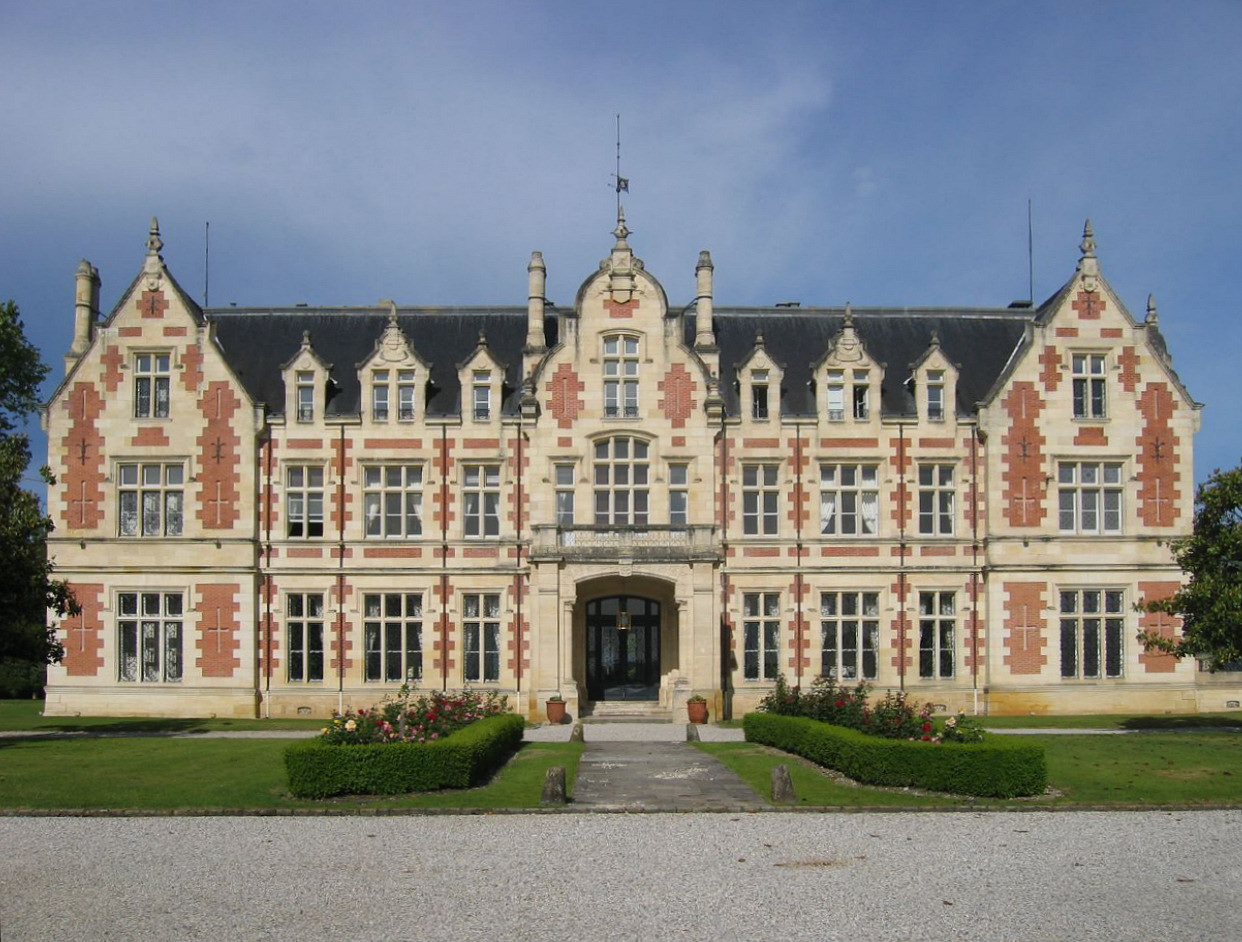
Château Cantenac-Brown
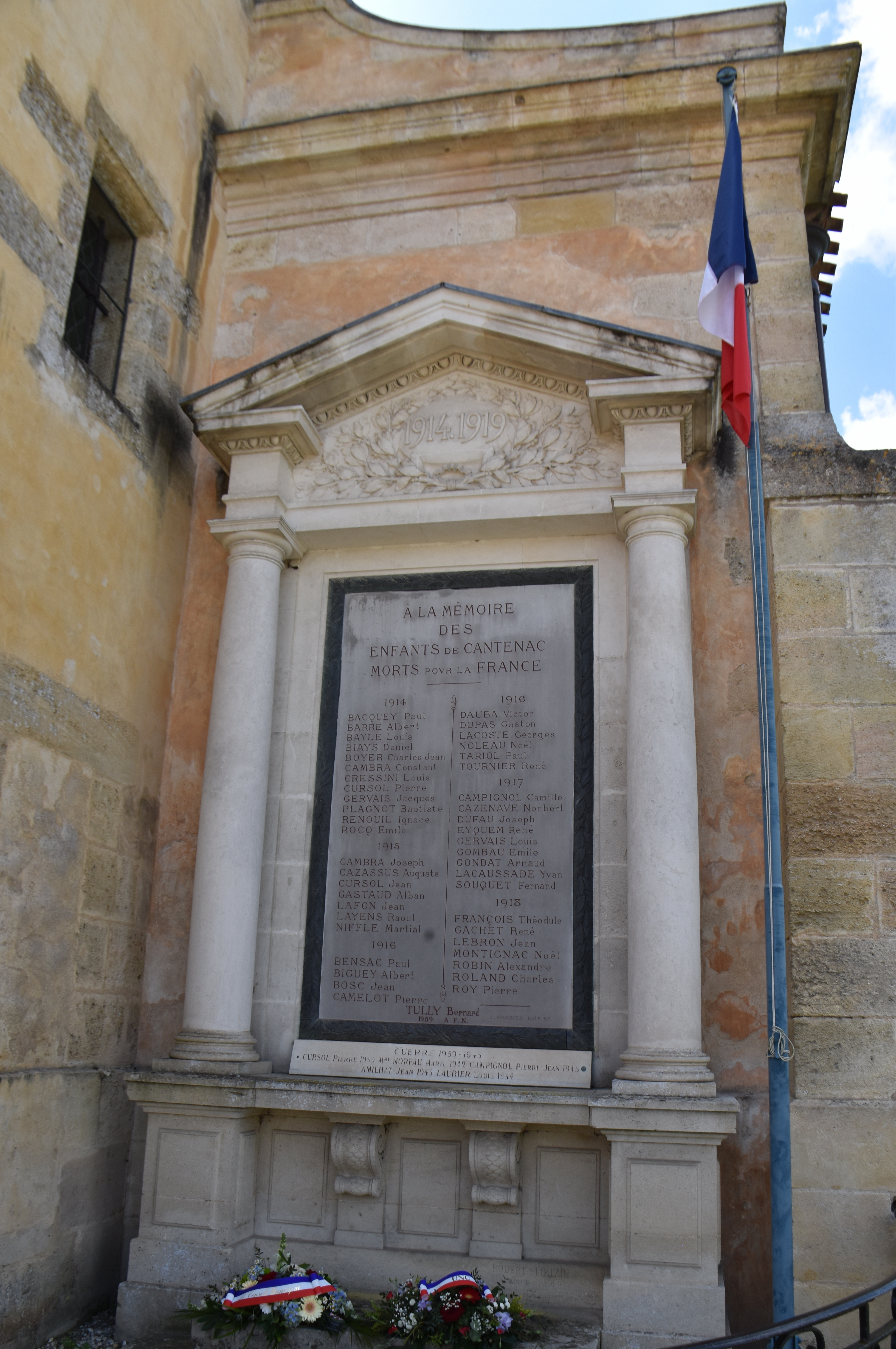
Le monument aux morts accolé au portail de l'église

## Personnalités liées à la commune
- Luc Lafnet
- Luis Fernández (1900-1973), peintre espagnol enterré au cimetière de Cantenac